# Enes Sali
Enes Sali (* 23. Februar 2006 in Toronto) ist ein rumänisch-kanadischer Fußballspieler, der aktuell beim rumänischen Erstligisten Farul Constanța unter Vertrag steht. Er ist jüngster europäischer A-Nationalspieler aller Zeiten.

## Vereinskarriere
Enes Sali wurde in Toronto als Sohn rumänischer Eltern türkischer Abstammung geboren. Bis zu seinem elften Lebensjahr spielte er in der Jugendabteilung der Woodbridge Strikes. Während eines internationalen Turniers 2017 wurde der FC Barcelona auf ihn aufmerksam und verpflichtete ihn. Jedoch wurde der Vertrag bereits im Juli 2018 aufgelöst, da die FIFA Regelverstöße festgestellt hatte.
Der ehemalige rumänische Nationalspieler Gheorghe Hagi überredete daraufhin Salis Vater mit seinem Sohn nach Rumänien zu ziehen, damit Enes für die Gheorghe Hagi Academia spielen konnte. Sali gab am 9. August 2021 beim 1:0-Heimsieg gegen Sepsi OSK Sfântu Gheorghe in der Liga 1 sein Debüt für Farul Constanța, die A-Mannschaft der Akademie, als er in der 80. Spielminute für Alexi Pitu eingewechselt wurde. Am 13. September 2021 erzielte er beim 5:0-Heimsieg gegen den FC Academica Clinceni sein erstes Tor in der rumänischen Liga 1. Damit wurde er der jüngste Torschütze der Liga im Alter von 15 Jahren, sechs Monaten und 21 Tagen. Ende Januar 2024 ging er in die USA zum FC Dallas.

## Nationalmannschaft
Sali war ursprünglich für Rumänien, Kanada und die Türkei spielberechtigt.
Am 17. März 2021 debütierte er bei der 3:0-Niederlage gegen die serbische U16-Nationalmannschaft für die rumänische U16-Mannschaft, als er in der 41. Spielminute für Alberto Calin eingewechselt wurde.
Am 3. September 2021 folgte sein Debüt für die rumänische U17-Mannschaft bei der 2:0-Niederlage gegen die englische U17-Mannschaft.
Im November 2021 wurde er von Nationaltrainer Mirel Rădoi für die Spiele der rumänischen A-Nationalmannschaft gegen Island und Liechtenstein nominiert. Er wurde beim 2:0-Sieg gegen Liechtenstein in der 82. Minute für Andrei Ivan in seinem ersten Länderspiel eingewechselt. Dadurch ist er mit 15 Jahren, 8 Monaten und 22 Tagen jüngster europäischer A-Nationalspieler aller Zeiten.